# شيغيو شينغو
 شيغيو شينغو من اليابانية (新郷 重夫) (بالإنجليزية: Shigeo Shingo)‏ هو مهندس صناعي يابانو من مدينة ساغا سنة 1909 وتوفي عام 1990. تميز بعمله على مناهج الإنتاج وتنظيم العمل التويوتي. عرف شينغو في الغرب أكثر منه في اليابان بعد لقائه نورمان بوديك الذي تعرف على أعمال الأول خلال زيارته لليابان، خلال هذه الفترة كان سينغو يعمل كمستشار لمناهج الإنتاج لدى تويوتا. كان شينغو قد كتب عددًا من الكتب باليابانية وترجم بعضها إلى الإننكليزية. جلب بوديك قدر ما استطاع من كتب شينغو إلى الغرب وترجمها بمساعدته، كما أسس بمساعدة شينغو أيضًا أو مركز للاستشارة في مجال التصنيع لين